# رودنتال
رودنتال (بالألمانية: Rödental) هي بلدة ألمانية تقع في ألمانيا في بافاريا. يقدر عدد سكانها بـ 13,625 نسمة .

## أعلام
- رودلف كايزر